# Булатниково (Торжокский район)
Була́тниково — деревня в Торжокском районе Тверской области. На начало 2008 года население — 64 жителя. Относится к Мошковскому сельскому поселению. До 2005 года была центром сельского округа.

Расположена в 25 километрах к югу от районного центра Торжок, на правом берегу реки Рачайна, притока реки Тьма. К востоку от деревни проходит железная дорога Торжок — Ржев. В деревне — автодорожный мост через Рачайну.

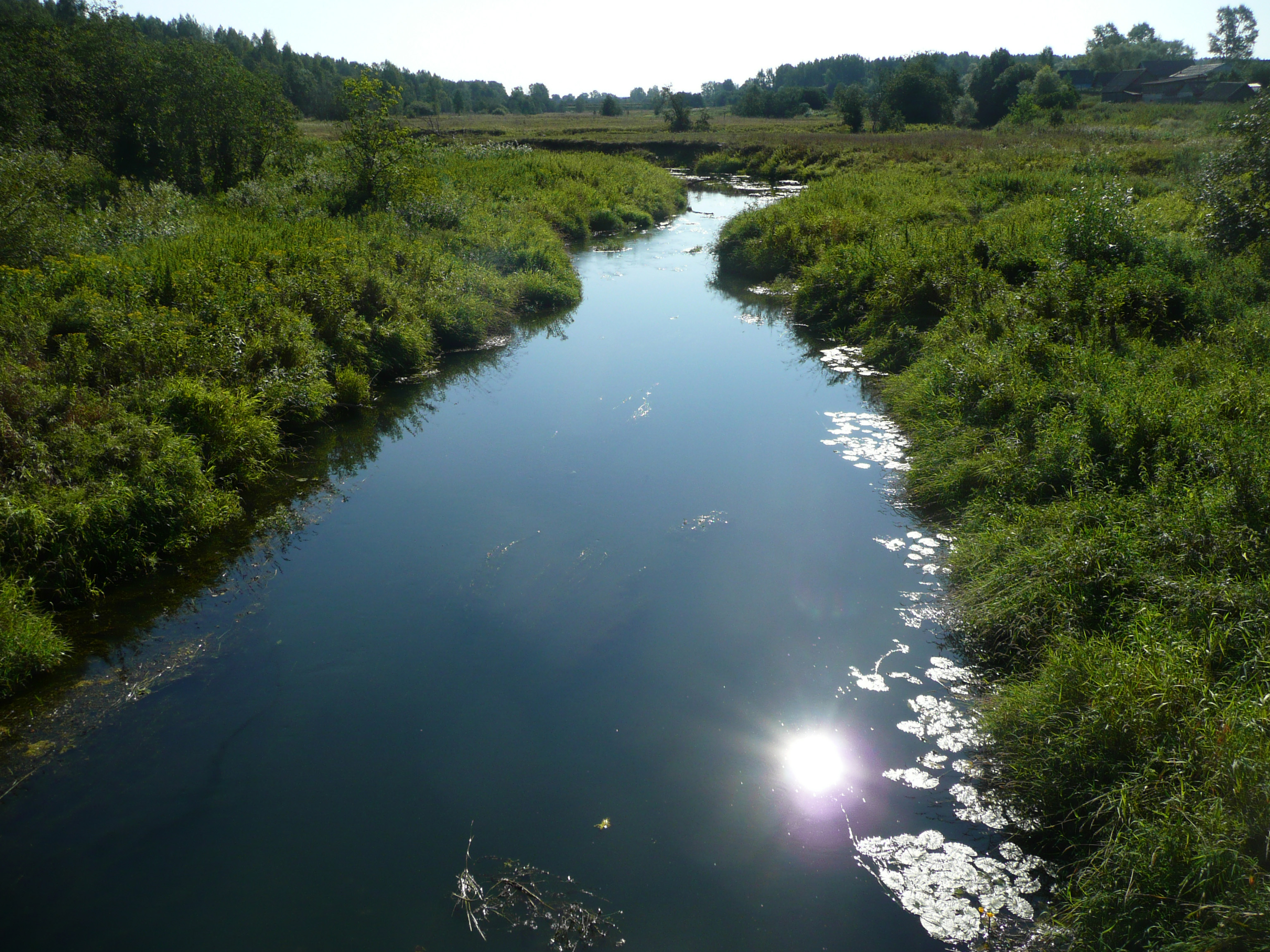
Река Рачайна, справа — Булатниково

## История
В 1859 году был 21 двор, 185 жителей. На реке — мельница. В XIX веке относилось к Упирвицкому приходу Мошковской волости Новоторжского уезда. в 1884 — 39 дворов, 224 жителей. В 1920—1923 гг. Булатниково — центр одноименного сельсовета Мошковской волости Новоторжского уезда. По переписи 1920 — 51 двор, 240 жителей. Во время Великой Отечественной войны на рубеже реки Рачайни были остановлены немецко-фашистские войска, наступавшие на Торжок. Два месяца (октябрь-декабрь 1941 г.) деревня находилась на линии фронта. Вся деревня была сожжена.

В послевоенное время в Булатникове — центральная усадьба колхоза им. Ф. Э. Дзержинского, начальная школа, детский сад, дом досуга, медпункт, отделение связи, магазин.

## Население
| 2010 |
| ---- |
| 53   |